# Riize
Riize (кор. 라이즈; українською «Райз») —  хлопчачий гурт, сформований SM Entertainment. Гурт складається з семи учасників: Шотаро, Инсока, Синхана, Вонбіна, Сончана, Сохі та Ентона. Вони дебютували 4 вересня 2023 року з сингл-альбомом Get a Guitar, який отримав понад 1 мільйона попередніх замовлень.

## Назва
Назва гурту, Riize, сформована з комбінації «Rise»(зростання), та «Realize» (реалізовувати), що значить «команда, що росте разом й реалізовує мрії».

## Кар'єра

### 2020—2023: Пре дебют
Шотаро та Сончан до цього дебютували в бой-бенді SM, NCT, й були представлені у жовтні 2020 року. 1 липня 2022 року SM Entertainment представили Инсока та Синхана як частину складу SM Rookies. У листопаді 2022 року оголосили, що вони будуть зніматися в реаліті-шоу Welcome to NCT Universe, ведучими якого будуть Шотаро і Сончан.
3 лютого 2023 року з'явилася перша згадка про новий бой-бенд компанії, коли SM випустили відео, в якому детально розповіли про майбутні плани щодо SM 3.0. У відео пояснили, що гурт дебютує в четвертому сезоні 2023 року, а проєкт очолить операційний директор SM Entertainment Так Йон-Джун (Tak Young-jun).
24 травня 2023 року SM випустили відео про майбутні плани гурту, оголосивши, що Шотаро та Сончан покинуть NCT, аби приєднатися до складу, а Инсок та Синхан нарешті дебютують. 11 липня стало відомо, що хлопчачий гурт, який складається з семи учасників, зняв свій дебютний кліп, й дебют заплановано на вересень. У відповідь на повідомлення ЗМІ про приєднання до гурту сина Юн Сана — Ентона Лі, SM заявили, що почнуть розкривати інформацію про гурт 1 серпня. 31 липня SM підтвердили, що гурт дебютує під назвою «RIIZE» у вересні. 1 серпня опублікували профілі всіх учасників, а також Instagram гурту.

### 2023–донині: Офіційний дебют
7 серпня 2023 року SM Entertainment оголосили, що гурт дебютує 4 вересня зі своїм першим сингл-альбомом Get a Guitar. Альбом розійшовся тиражем понад мільйона копій в перший тиждень після релізу, ставши другим альбомом серед новачків, що досяг цієї відмітки.
19 серпня Riize випустили вебтун Rise & Realize перед дебютом гурту у співпраці з Kakao Entertainment. 20 серпня, напередодні релізу пісень, Riize виступили з «Memories» та «Siren» на фестивалі «KCON LA». 21 серпня гурт випустив пре дебютний сингл «Memories». 4 вересня SM Entertainment оголосили, що Riize підписали контракт із лейблом RCA Records на просування та діяльність у Сполучених Штатах. 7 вересня відбувся офіційний дебют гурту в ефірі програми M Countdown на телеканалі Mnet, де вони виконали пісні «Get a Guitar», «Memories» та «Siren».
22 жовтня 2023 року оголосили, що 27 жовтня Riize вперше повернуться з синглом «Talk Saxy».

## Учасники
- Шотаро
- Инсок
- Сончан
- Вонбін
- Синхан
- Сохі
- Ентон

## Дискографія

### Сингл-альбоми
| Назва        | Деталі | Пікові позиції у чартах | Пікові позиції у чартах | Продажі                                      |
| Назва        | Деталі | KOR                     | JPN                     | Продажі                                      |
| ------------ | --- | ----------------------- | ----------------------- | -------------------------------------------- |
| Get a Guitar | - Реліз: 4 вересня 2023 - Лейбли: SM Entertainment, RCA Records - Формати: CD, Завантаження музики, стримінг | 2                       | 6                       | - Південна Корея: 1,039,600 - Японія: 52,603 |

### Сингли
| Назва                                                                            | Рік  | Пікові позиції у чартах | Пікові позиції у чартах | Пікові позиції у чартах | Альбом            |
| Назва                                                                            | Рік  | KOR                     | JPN Hot                 | NLD Glo.                | Альбом            |
| -------------------------------------------------------------------------------- | ---- | ----------------------- | ----------------------- | ----------------------- | ----------------- |
| «Memories»                                                                       | 2023 | 99                      | —                       | 38                      | Get a Guitar      |
| «Get a Guitar»                                                                   | 2023 | 16                      | 98                      | —                       | Get a Guitar      |
| «Talk Saxy»                                                                      | 2023 | 104                     | —                       | —                       | Сингл без альбому |
| «—» релізи, що не потрапили у чарти або не були випущені у відповідних регіонах. |      |                         |                         |                         |                   |

## Відеографія

### Музичні відео
| Назва                       | Рік  | Режисер(и)    | Прим.  |
| --------------------------- | ---- | ------------- | ------ |
| «Siren» (Performance Video) | 2023 | Jinooya Makes | [ 31 ] |
| «Memories»                  | 2023 | Jinooya Makes | [ 32 ] |
| «Get a Guitar»              | 2023 | Jinooya Makes | [ 33 ] |
| «Talk Saxy»                 | 2023 | Lafic         | [ 34 ] |

## Нагороди та номінації
| Церемонія нагород     | Рік  | Категорія                     | Номінант | Результат    | Прим.  |
| --------------------- | ---- | ----------------------------- | -------- | ------------ | ------ |
| The Fact Music Awards | 2023 | Next Leader Award             | Riize    | Перемога     | [ 35 ] |
| MAMA Awards           | 2023 | Artist of the Year            | Riize    | В очікуванні | [ 36 ] |
| MAMA Awards           | 2023 | Best New Male Artist          | Riize    | В очікуванні | [ 36 ] |
| MAMA Awards           | 2023 | Worldwide Fans' Choice Top 10 | Riize    | В очікуванні | [ 36 ] |
| Dong-A.com's Pick     | 2023 | Rising Award                  | Riize    | Перемога     | [ 37 ] |

## Нотатки
1. ↑  Пісня «Memories» не потрапила у Billboard Japan Hot 100, але посіла 69 місце у Download Songs[29].
2. ↑  Пісня «Talk Saxy» не потрапила у Billboard Japan Hot 100, але посіла 69 місце у Download Songs.[30]